# Taluskylä
Taluskylä är en ort och före detta tätort i Alavieska kommun i landskapet Norra Österbotten i Finland. Vid tätortsavgränsningen 2005 hade tätorten Taluskylä 222 invånare men har sedan dess inte utgjort en tätort.
Orten ligger längs väg 7840, drygt 8 kilometer norr om centralorten Alavieska kyrkoby och 20 kilometer öst om Kalajoki.

## Befolkningsutveckling
| Befolkningsutvecklingen i Taluskylä 1960–2005 | Befolkningsutvecklingen i Taluskylä 1960–2005 | Befolkningsutvecklingen i Taluskylä 1960–2005 | Befolkningsutvecklingen i Taluskylä 1960–2005 | Befolkningsutvecklingen i Taluskylä 1960–2005 |
| --------------------------------------------- | --------------------------------------------- | --------------------------------------------- | --------------------------------------------- | --------------------------------------------- |
|                                               |                                               |                                               |                                               |                                               |
| År                                            |                                               |                                               | Folkmängd                                     | Landareal (km²)                               |
| 1960                                          | 1960                                          |                                               | 499                                           | 3,50                                          |
| 1970                                          | 1970                                          |                                               | 365                                           | 3,50                                          |
| 1980                                          | 1980                                          |                                               | 259                                           | 3,5                                           |
| 1985                                          | 1985                                          |                                               | 263                                           |                                               |
| 1990                                          | 1990                                          |                                               | 242                                           | 2,6                                           |
| 1995                                          | 1995                                          |                                               | 257                                           | 2,9                                           |
| 2000                                          | 2000                                          |                                               | 229                                           | 2,3                                           |
| 2005                                          | 2005                                          |                                               | 222                                           | 2,3                                           |
| Anm.: Ej tätort 2010.                         |                                               |                                               |                                               |                                               |